# Gülsün Sağlamer
Gülsün Sağlamer (n. 1945, Trabzon, Turcia) este o arhitectă turcă și profesor emerit la İstanbul Teknik Üniversitesi. A fost prima femeie rector a unei universități tehnice din Turcia și singura femeie rector a unei universități tehnice din Europa.

## Biografie
Gülsün Sağlamer a absolvit arhitectura la İstanbul Teknik Üniversitesi în 1967 și și-a luat doctoratul acolo în 1973. Intre 1975-1976 a lucrat ca asistentă de cercetare la Centrul Martin din Departamentul de Arhitectură al Universității din Cambridge.
În 1977, Sağlamer a devenit Doçent și, în 1987, profesor titular de design arhitectural la ITU. Proiectarea arhitecturală cu ajutorul metodelor CAD a fost una dintre principalele sale domenii de cercetare. Din 1996 până în 2004 a fost rectorul universitatii İstanbul Teknik Üniversitesi și prima femeie în această funcție la o universitate din Turcia. Sağlamer este președinte al Asociației Europene a Rectorilor Femeilor din 2008, la care a fost membru fondator.
Sağlamer a fost membru al Comisiei științifice a Institutului Turc de Cercetare Științifică și Tehnologică (TÜBITAK) între 1990 și 1996 și profesor invitat la Universitatea Queen's din Belfast în perioada 1993-1996.
În 2012 s-a pensionat.

## Premii
Sağlamer a primit doctorate onorifice la Universitatea Carleton (2001), Universitatea de Nord din Baia Mare (2002) și Universitatea Ovidius Constanța (2009). Este membru de onoare al American Institute of Architects (AIA) din 2006 și în 2005 a primit „Medalia Leonardo da Vinci” de la Societatea Europeană pentru Educație Inginerească. De atunci este membră a Academiei Europene de Științe și Arte.